# Filjowskaja-Linie
Die Filjowskaja-Linie (russisch Филёвская линия), auch „Linie 4“ genannt, ist eine der zwölf Linien der Moskauer Metro. Aufgrund ihres Abzweigs sowie der Vielzahl oberirdischer Stationen und Streckenabschnitte ist diese Linie ein eher ungewöhnlicher Bestandteil des U-Bahn-Netzes der russischen Hauptstadt. Entsprechend der üblichen Darstellung in den Metroplänen wird die Linie umgangssprachlich auch als „Hellblaue Linie“ bezeichnet.

## Stationen

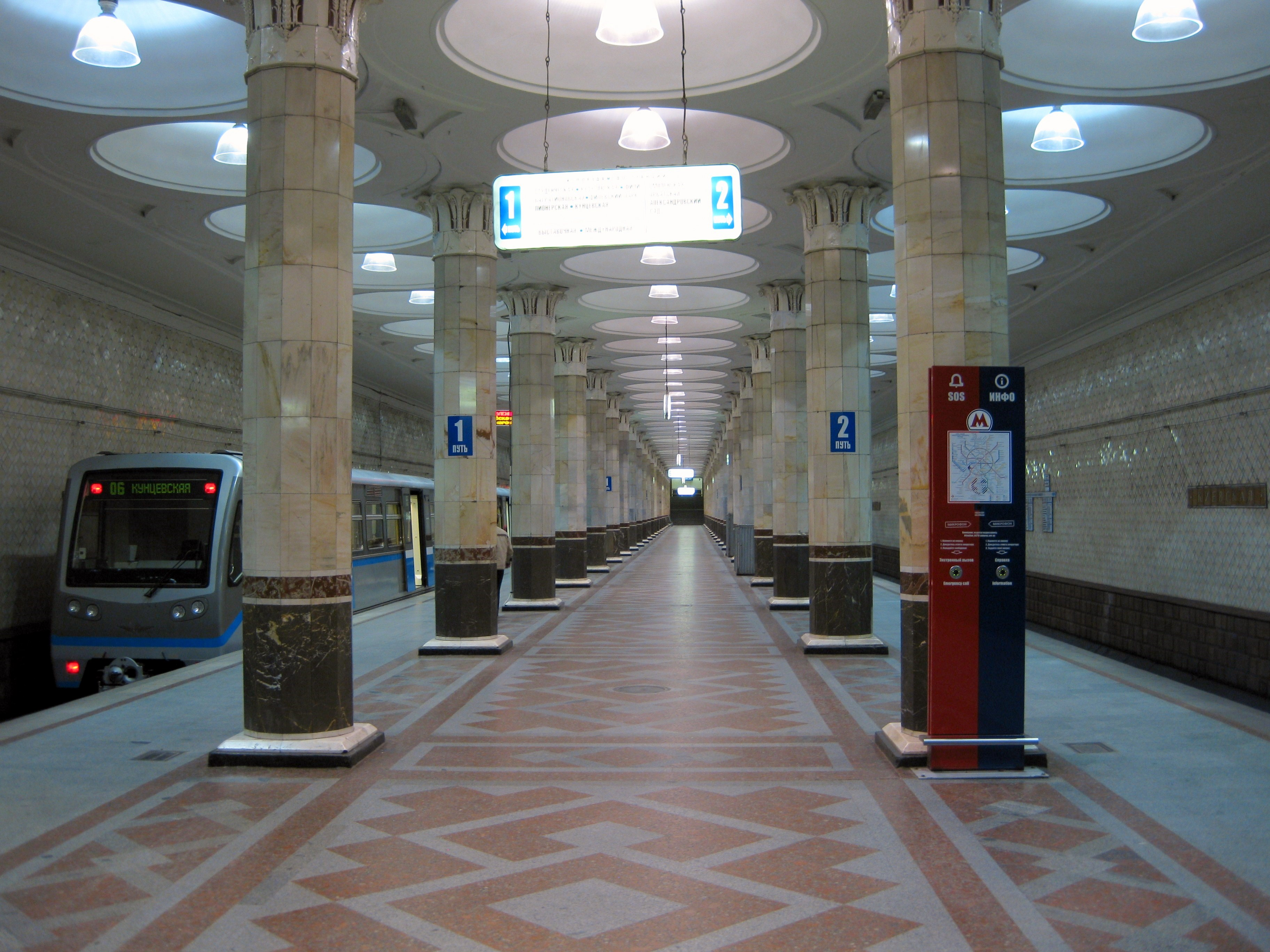
Station Kiewskaja

- Alexandrowski Sad (Александровский садⓘ/?), Umsteigemöglichkeit zu den Stationen Biblioteka imeni Lenina der Linie 1 und Arbatskaja der Linie 3; über diese Stationen gelangt man auch zur Station Borowizkaja der Linie 9
- Arbatskaja (Арбатскаяⓘ/?)
- Smolenskaja (Смоленскаяⓘ/?)
- Kiewskaja (Киевскаяⓘ/?), Umsteigemöglichkeit zu den gleichnamigen Stationen der Linie 3 und der Ringlinie, sowie zu den Nah- und Fernverkehrszügen im Kiewer Bahnhof
  - Wystawotschnaja (Выставочнаяⓘ/?), Umsteigemöglichkeit zu den gleichnamigen Stationen Delowoi Zentr der Linie 8A (seit 24. Februar 2018 vorübergehend außer Betrieb) und Linie 11
  - Meschdunarodnaja (Международнаяⓘ/?), Umsteigemöglichkeit zum Haltepunkt Delowoi Zentr des Moskauer Zentralrings (Linie 14)
- Studentscheskaja (Студенческаяⓘ/?)
- Kutusowskaja (Кутузовскаяⓘ/?), Umsteigemöglichkeit zum gleichnamigen Haltepunkt des Moskauer Zentralrings (Linie 14)
- Fili (Филиⓘ/?)
- Bagrationowskaja (Багратионовскаяⓘ/?)
- Filjowski Park (Филёвский паркⓘ/?)
- Pionerskaja (Пионерскаяⓘ/?)
- Kunzewskaja (Кунцевскаяⓘ/?), Umsteigemöglichkeit zur Linie 3

## Depot und Fahrzeuge

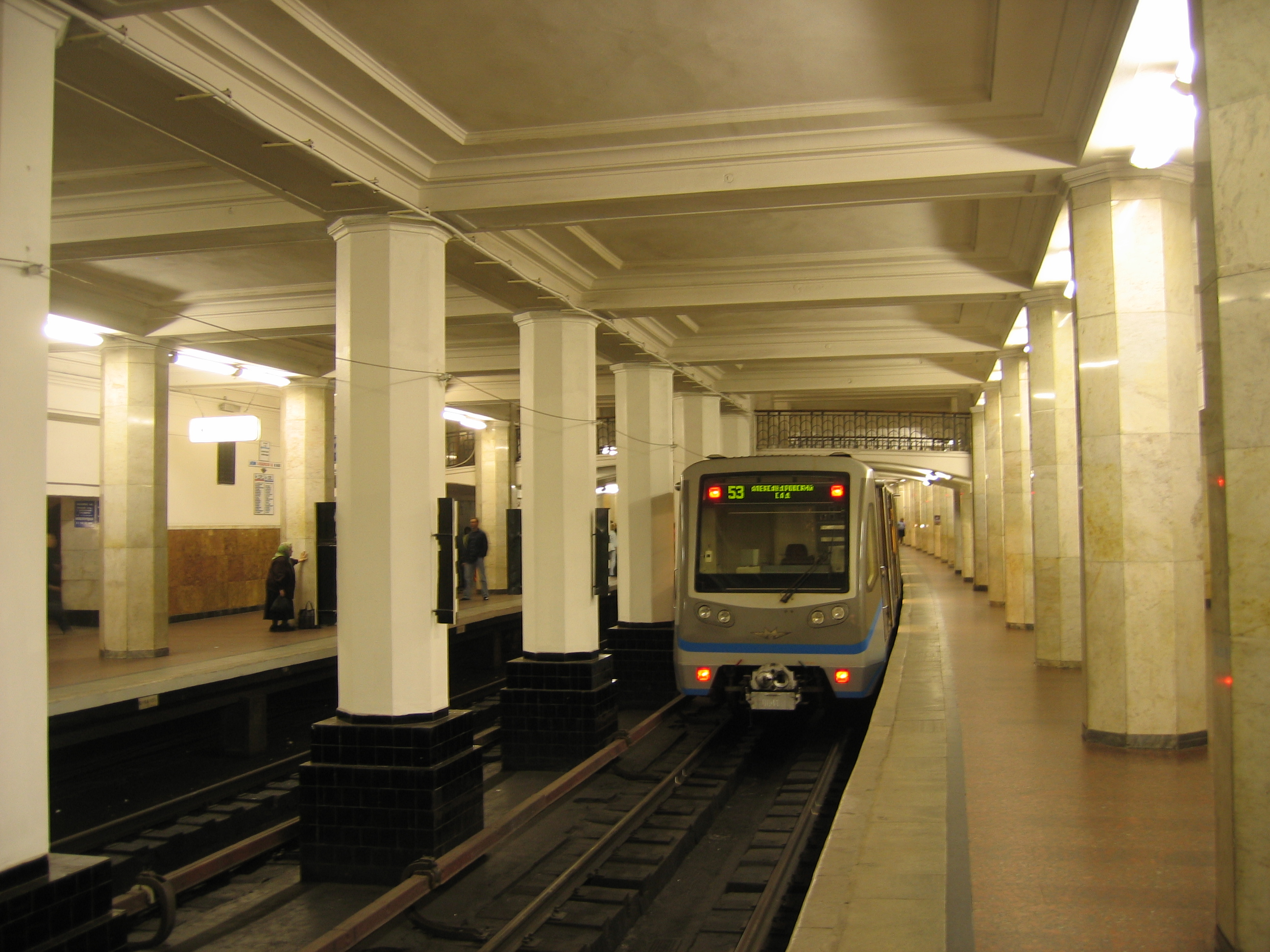
Station Alexandrowski Sad (Alexandergarten)

Auf der Filjowskaja-Linie kamen bis 2009 Fahrzeuge zweier verschiedener Generationen zum Einsatz. Dies waren zum einen sowjetische Züge der Baureihe Ем/Еж, die aus den frühen 1970er Jahren stammten und somit die ältesten noch betriebenen Wagen der Moskauer Metro waren. Seit 2005 kommen auf der Linie Züge der neuen Generation 81-740/741 Russitsch zum Einsatz, die man damals bereits von der Butowskaja-Linie kannte. Dieses grundsätzlich für die „Light-Metro“ entwickelte Modell mit einer geringen Platzkapazität im Vergleich zu anderen Metrowagonmasch-Zugmodellen lässt sich auf der Filjowskaja-Linie aufgrund ihres vergleichsweise niedrigen Fahrgastaufkommens problemlos einsetzen und hat inzwischen sämtliche Ем/Еж-Züge auf dieser Linie ersetzt. Alle Züge werden vom Depot Fili geführt, das auch die Arbatsko-Pokrowskaja-Linie bedient.

## Geschichte

### Allgemeines

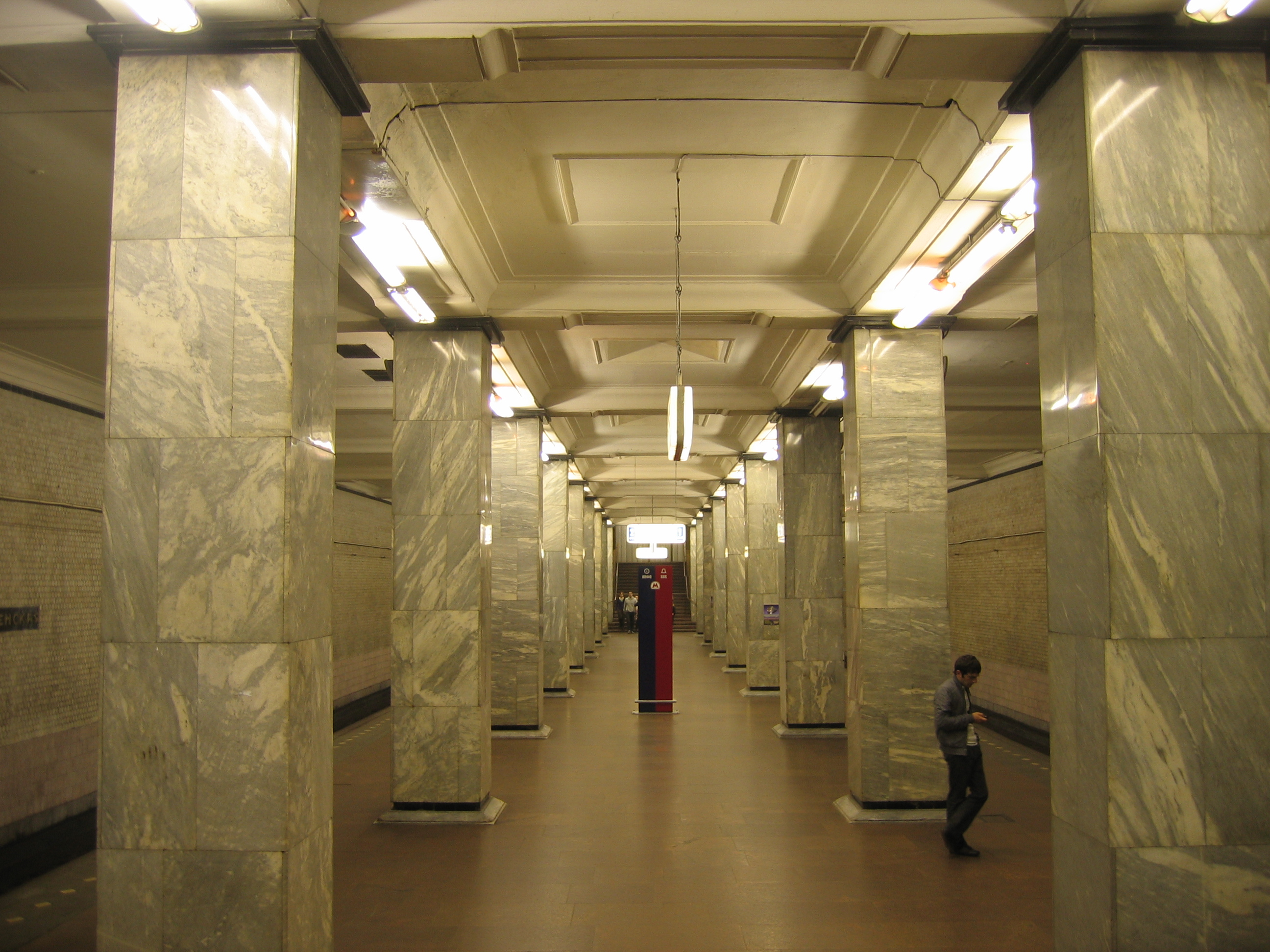
Station Smolenskaja, Baujahr 1935

Der erste Teil der Strecke, auf der heute die Filjowskaja-Linie verkehrt, wurde am 15. Mai 1935 eröffnet. Es handelte sich zunächst um einen Abzweig der Sokolnitscheskaja-Linie (Linie 1) von Ochotny Rjad über Uliza Kominterna (heute Alexandrowski Sad) und Arbatskaja nach Smolenskaja, der im Wechsel mit dem anderen Ast der Linie bedient wurde. 1937 erfolgte die Verlängerung der Strecke von Smolenskaja bis Kiewskaja. Der Betrieb als Abzweig der Linie 1 endete am 13. März 1938, als die heute zur Arbatsko-Pokrowskaja-Linie gehörende Strecke Ploschtschad Rewoljuzii – Kurskaja eröffnet wurde. Diese bekam einen Verbindungstunnel hin zur Station Alexandrowski Sad, so dass von nun an Züge von Kurskaja bis Kiewskaja und umgekehrt fuhren. 
Nachdem jedoch der flach angelegte Tunnel zwischen Arbatskaja und Smolenskaja während der Luftangriffe im Zweiten Weltkrieg beschädigt worden war, entschloss man sich, die Stationen Ploschtschad Rewoljuzii und Kiewskaja durch eine neue, nunmehr tief genug liegende U-Bahn-Strecke, miteinander zu verbinden. Diese wurde 1953 fertiggestellt; die Arbatsko-Pokrowskaja-Linie entstand, während auf der nun überflüssigen Flachstrecke Alexandrowski Sad – Kiewskaja der planmäßige Zugverkehr eingestellt wurde.

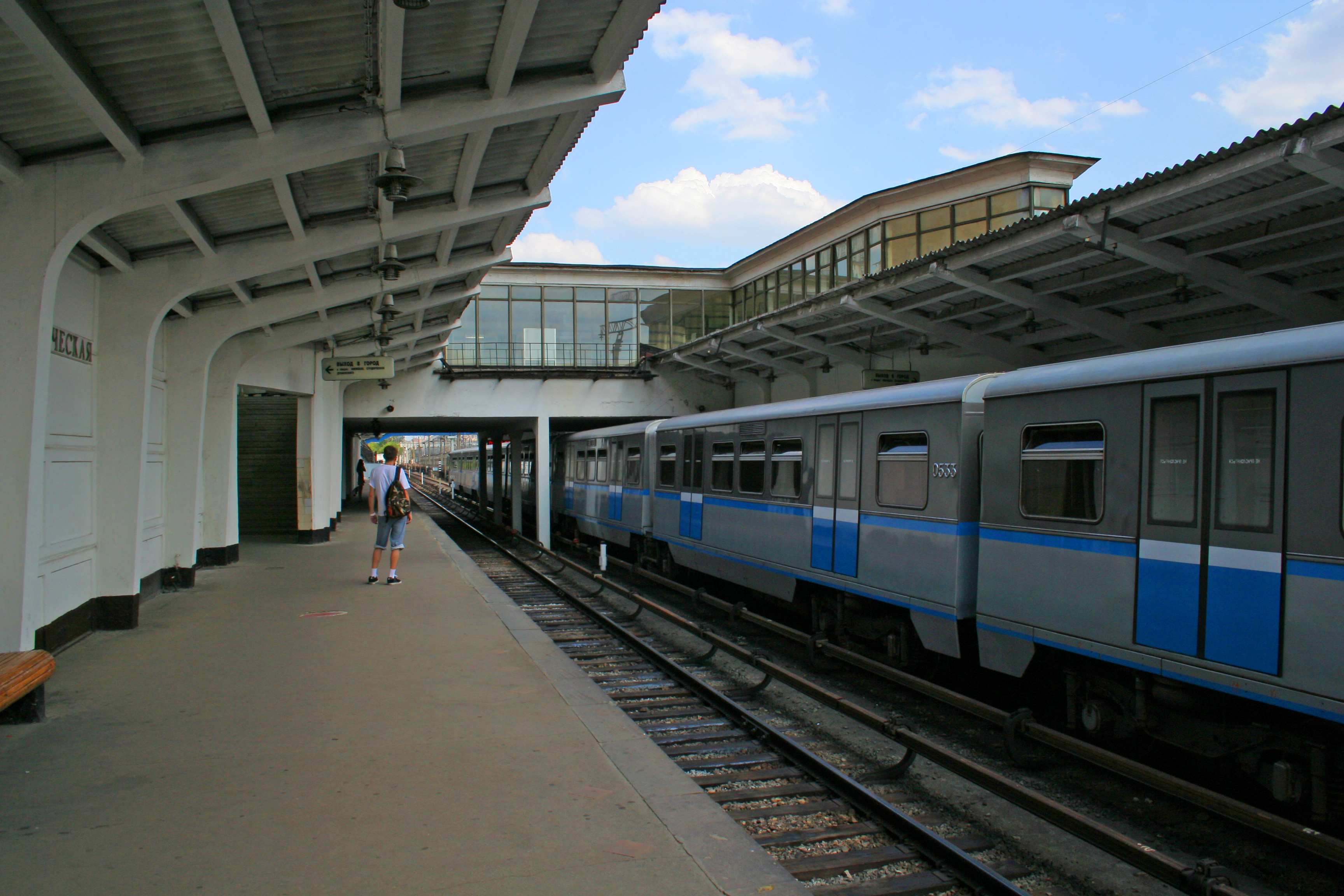
Station Studentscheskaja, Baujahr 1958

Erst die rigorose Spar-Politik unter Nikita Chruschtschow, die auch die zuvor architektonisch so prunkvolle Moskauer Metro mitnichten verschonte, ließ die alte Strecke aus ihrem „Dornröschenschlaf“ erwachen. Die teure Tiefstrecke der Arbatsko-Pokrowskaja-Linie wurde nicht weiter verlängert, stattdessen beschloss man, den westlichen Stadtrand der sowjetischen Hauptstadt durch eine wesentlich billigere oberirdische Metrolinie zu erschließen. Am 7. November 1958 eröffnete nun die neue „Filjowskaja-Linie“, die den wiederbelebten Streckenabschnitt Alexandrowski Sad – Kiewskaja (flach) sowie dessen Verlängerung in westliche Richtung bis Kutusowskaja beinhaltete. Das Bauvorhaben wurde in den nächsten Jahren aktiv fortgesetzt. 1959 erfolgte eine Verlängerung bis Fili, 1961 bis Pionerskaja und 1965 bis Molodjoschnaja. Alle in dieser Zeit neu entstandenen Stationen (übrigens längst nicht nur auf der Filjowskaja-Linie) sind aufgrund ihrer längst wieder verpönten, jedoch zu Chruschtschow-Zeiten bevorzugten Billig-Bauweise, die sich an dem Zustand der Stationsbauten bis heute rächt, ein geradezu krasses Beispiel dafür, wie man eine U-Bahn nicht bauen sollte. Obendrein verläuft fast der gesamte Linienteil von Kiewskaja bis Molodjoschnaja oberirdisch mit nur ganz wenigen Tunnelstrecken; alle dazwischen liegenden Stationen sind ebenfalls oberirdisch angelegt, was nicht nur einen erhöhten Pflegeaufwand besonders zu Winterzeiten verursacht, sondern auch Vandalen verstärkt anzieht.

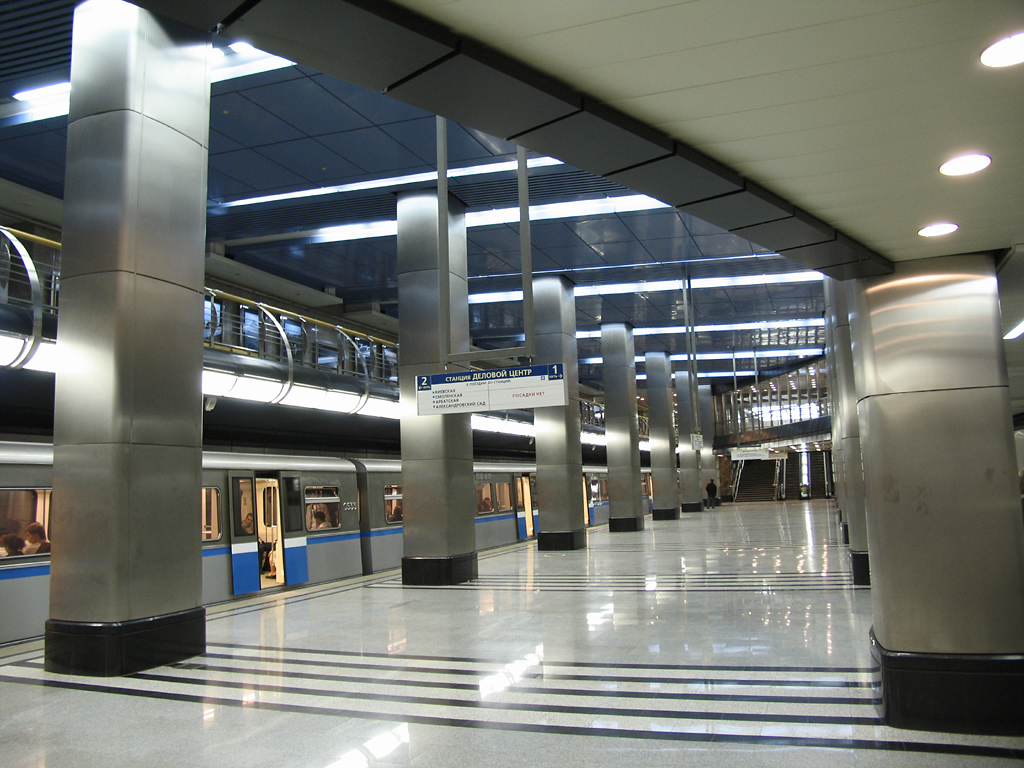
Station Wystawotschnaja (vormals Delowoi Zentr), Baujahr 2005

Die Linie hat aber, bedingt durch ihre ursprüngliche Linienführung, noch eine weitere Besonderheit. Die Station Alexandrowski Sad wurde nämlich bei ihrer Errichtung nicht als Endbahnhof geplant. So gibt es östlich dieser in unmittelbarer Nähe des Kremls gelegenen Station keine Kehrgleise (sondern lediglich die nur noch für Betriebsfahrten genutzten Verbindungsrampen zu den Linien 1 und 3), und sie ließen sich aufgrund des komplizierten Systems unterirdischer Kommunikationen unter dem und rund um den Kreml auch nicht errichten. Dies bedingt einen für die Verhältnisse der Moskauer Metro dünnen Fahrplantakt auf der Linie, – auch zu Spitzenzeiten fahren Züge nur etwa alle drei Minuten, da der Zugpaarwechsel unmittelbar an den beiden Gleisen der Station Alexandrowski Sad erfolgt. (Ähnliches gilt auch für die westliche Endstation Kunzewskaja, wo es für die Filjowskaja-Linie nur ein Gleis gibt.) Dies machte es auch möglich, einen kleinen Abzweig in diese Linie zu integrieren, die sogenannte „Mini-Metro“ mit einer Stichstrecke von Kiewskaja bis Meschdunarodnaja. Dieses Bauprojekt wurde in den Jahren 2005–2006 realisiert und hat zum Ziel, das neue Moskauer Geschäftsviertel „Moskau City“ an das Metronetz anzubinden. Seit Eröffnung des Abzweigs verkehren Züge auf der Linie abwechselnd von Alexandrowski Sad bis Krylatskoje und von Alexandrowski Sad bis Meschdunarodnaja bzw. umgekehrt, wobei der Abzweig nur in etwa 10- bis 15-Minuten-Takt angefahren wird, was aufgrund seines relativ geringen Einzugsgebiets auch unproblematisch ist. Nebenbei wurde die Station Wystawotschnaja – gehalten in einem für die Moskauer Metro bis dahin weitgehend unbekannten, fast futuristisch anmutenden, von Glas- und Edelstahl-Konstruktionen geprägten Baustil – zur wohl schönsten Station der ganzen Linie, sehr im Kontrast zu den schlichten und teilweise inzwischen fast baufälligen „Chruschtschow-Stationen“ stehend.
Am 7. Januar 2008 wurde die Filjowskaja-Linie an ihrem westlichen Ende um zwei Stationen – Molodjoschnaja und Krylatskoje – verkürzt, die nunmehr von der Linie 3 bedient werden. Gleichzeitig wurde Letztere über Krylatskoje hinaus nach Strogino verlängert. Diese Änderung der Linienführung bedeutet eine erhebliche Fahrzeitverkürzung zwischen den westlichen Außenbezirken und dem Moskauer Zentrum.

### Chronologie
Hier alle Meilensteine der Errichtung der Filjowskaja-Linie in chronologischer Übersicht:
- 15. Mai 1935: Eröffnung des 1,7 Kilometer langen Abschnitts von Alexandrowski Sad (damals Uliza Kominterna) bis Smolenskaja als Teil des Abzweigs der Sokolnitscheskaja-Linie
- 20. März 1937: Verlängerung um 1,4 km bis Kiewskaja einschließlich einer U-Bahn-Brücke über die Moskwa
- 5. April 1953: Schließung der Linie
- 7. November 1958: Wiedereröffnung der Linie als „Filjowskaja-Linie“ mit einer neuen, 2,3 km langen Verlängerungsstrecke bis Kutusowskaja
- 7. November 1959: Verlängerung um 1,7 km von Kutusowskaja bis Fili
- 13. Oktober 1961: Verlängerung um 3,5 km bis Pionerskaja
- 5. Juli 1965: Verlängerung um 3,8 Kilometer von Pionerskaja bis Molodjoschnaja, wobei die Zwischenstation Kunzewskaja erst knapp zwei Monate später, am 31. August, eröffnet wird
- 31. Dezember 1989: Neue Verlängerung um 1,9 Kilometer von Molodjoschnaja bis Krylatskoje
- 10. September 2005: Eröffnung des Abzweigs nach Moscow City. Die neue Strecke ist 2,2 km lang und führt von Kiewskaja zunächst bis Wystawotschnaja (bis 2009 Delowoi Zentr); die Stammstrecke und der neue Abzweig werden im Wechsel befahren, die jeweilige Zugfahrtrichtung wird an Bahnsteigen durch Leuchttafel und Lautsprecherdurchsagen angezeigt
- 30. August 2006: Verlängerung des Abzweigs um 0,5 km von Wystawotschnaja (bis 2009 Delowoi Zentr) bis Meschdunarodnaja; der neue Streckenabschnitt wird im Moskauer Metronetz der kürzeste Streckenabschnitt zwischen zwei aufeinanderfolgenden Stationen
- 7. Januar 2008: Die Linie endet nunmehr in Kunzewskaja, wo bahnsteiggleiche Umstiegsmöglichkeit zur verlängerten Linie 3 besteht.

### Umbenennungen von Stationen
Auf der Filjowskaja-Linie wurde die Station Alexandrowski Sad im Laufe ihrer Geschichte mehrmals umbenannt:
- von 1935 bis 1937 hieß die Station Imeni Kominterna (Имени Коминтерна),
- von 1937 bis 1946 hieß sie Uliza Kominterna (Улица Коминтерна),
- 1946 wurde sie umbenannt in Kalininskaja (Калининская),
- 1990 gab es im Zuge der Umbenennungskampagne Pläne, die Station nach einer nahe gelegenen Straße in Wosdwischenka (Воздвиженка) umzubenennen, was auch für kurze Zeit offiziell realisiert wurde,
- wenige Monate später wurde die Umbenennung in Wosdwischenka verworfen, und die Station erhielt den Namen Alexandrowski Sad.

Zum 1. Juni 2009 gab es eine weitere Stationsumbenennung auf der Linie: Der Bahnhof Delowoi Zentr erhielt offiziell den Namen Wystawotschnaja, wobei als Grund angegeben wurde, dass der bisherige Name (der wörtlich „Geschäftszentrum“ bedeutet) für eine in Zukunft geplante Umsteigestation der Kalininskaja-Linie reserviert sei (die schließlich am 31. Januar 2014 in Betrieb ging).

## Ausbauplanungen

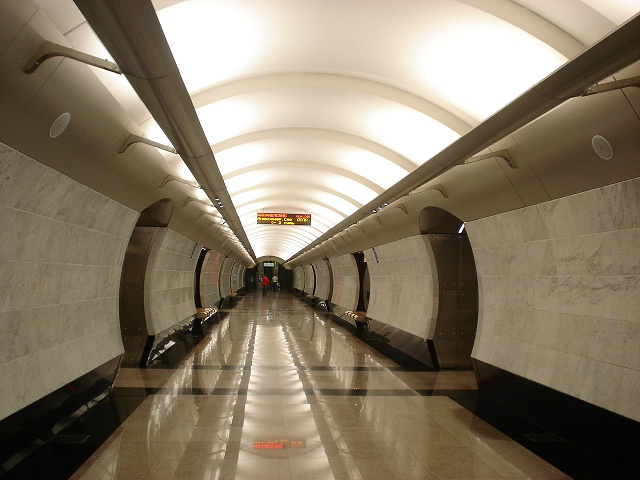
Station Meschdunarodnaja, Baujahr 2006

Vorgeschlagen wurde eine Verlängerung von Kunzewskaja nach Westen in die Stadtteile Moschaiski, Trojekurowo und Skolkowo; konkrete Planungen existieren jedoch nicht.